# Коцофени култура
Коцофени култура (рум. Coţofeni; позната и као Усатово култура) је енеолитска култура, чије је матично подручје била данашња југозападна Румунија, а подручје распростирања је и Украјина и Молдавија. Датује се у период од 3500 — 3000. година п. н. е. Простирала се и на простору данашње Србије и то на подручју између Црног Тимока, Дунава и Хомољских планина, где се развила у додиру са другим културним гупама, насталим на основу Бубањ Салкуца Криводол комплекса. Прву монографску обраду ове културе извршио је П. Роман.

## Локалитети
Коцофени култура се простирала на великом подручју, тако да је према густини насеља могуће издвојити неколико региона: 
- Рипа Росие,
- Островул Корбулуи,
- Клиник,
- Локустени (рум. Locusteni)
- и епонимно насеље Коцофени дин Дос (рум. Coţofenii din Dos).

Вишеслојно насеље Хоцилор (рум. Hoţilor) код Херкулане је румунским археолозима служило за стварање периодизације културе и типолошко разврставање.
На простору Србије издвајају се локалитети старије фазе: 
- Доње Буторке,
- Капу Ђалулуј код Вељкова,
- Грабар-Сврачар у Смедовцу, где се јавља керамика са линеарним мотивима, зарезима или пластичном траком и локалитети млађе фазе:
- Злотска пећина,
- Кривељ,
- Клокочевац
- Црнајка.

## Стратиграфија
Петре Роман, румунски археолог, је предложио трочлану поделу ове културе:
1. фаза формирања (I фаза)
2. фаза кристализације (II фаза)
3. класични период (III фаза)

Ова подела не може се применити на налазишта у западном делу распростирања ове културе (на територији Србије), где су за периодизацију значајни други елементи, попут присуства керамике Костолачке културе и орнаментика браздаздог урезивања.
Стратиграфски положај Коцофени културе је добро утврђен на налазиштима у Румунији (попут Хоцилора код Херкулане). У овој пећини култура је добро издвојена. Претходи јој Салкуца IV, као и један део празног слоја, за који се претпоставља да припада продору Чернавода III културе. После Коцофени слоја, почиње период Вербичоара културе.

## Насеља и некрополе
П. Роман је утврдио четири типа насеља:
1. равничарска насеља, која су откривена на дунавским острвима
2. насеља на терасама, на платоима изнад река
3. насеља на тешко приступним теренима (брда и планине)
4. насеља у пећинама.

По типу насеља, као и по осталим остацима материјалне културе, претпоставља се да је основна економска грана била сточарство.
Податке о сархањивању дају углавном румунски локалитети, али ни једно познато налазиште се не може окарактеристати као организована некропола. П. Роман је издвојио три начина сахрањивања: гробове у пећинама, под хумком и окер гробове.
Уз скелетно сахрањивање среће се и спаљивање покојника и сахрањивање у урнама, што се може довести у везу са етничким и културним променама у културама енеолита.

## Керамика
Керамика је специфична по облицима и орнаменту. Посуде су рађене од лоше пречишћене земље и углавном су сачувани мањи облици, попут пехара и здела. Пошто су насеља била на тешко приступачним теренима велике посуде су лоше сачуване и углавном се графички могу реконструисати. Шоље су углавном коничног облика који се левкасто завршава тракастом дршком. Јављају се и лоптасте шоље равног или косо засеченог обода.
Други карактеристични облик чине калотасте зделе засеченог обода.
Откривени су и сложени облици, попут амфора и великих посуда са широким дршкама.
Орнамент чине пластичне траке, груписане и вертикално постављене на горњем делу посуде и урези.
Осим керамике, откривен је и велики број оруђа од јелењег рога, посебно у Злотској пећини, затим секире са рупом за причвршћивање, шила и бодежи.